# Våmbafjärdingen

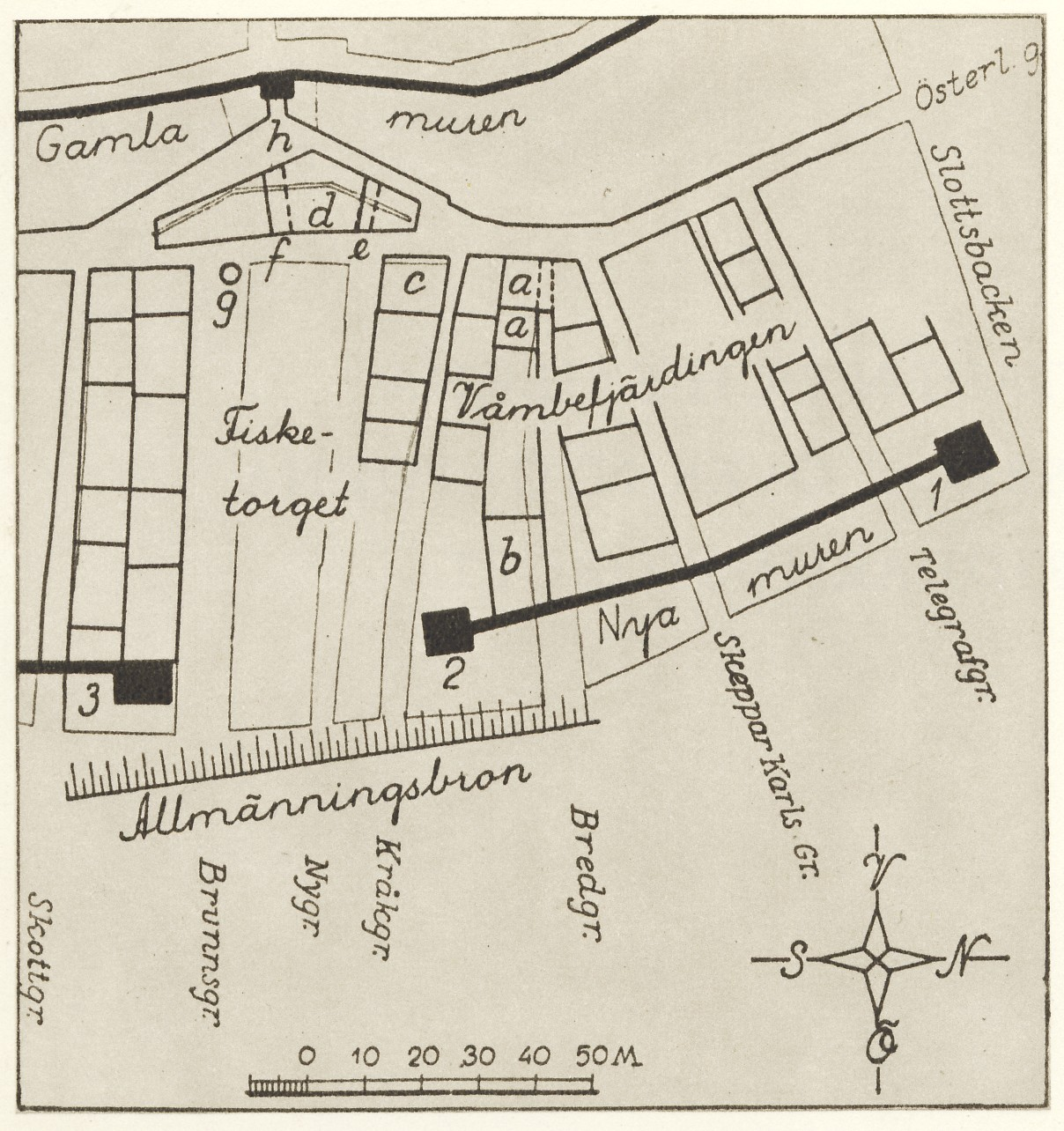
Rekonstruktion av Våmbefjärdingen och Fiskartorget på 1450-talet (norr är till höger).
a-d är större stenhus, g är torgbrunnen

Våmbafjärdingen (även Våmbfjärdingen, Vambafjärdingen, Våmbefjärdingen eller S:t Olovs fjärding) var en historisk fjärding (stadsdel) i Gamla stan, Stockholm, som bland annat på 1400-talet inrymde Fiskartorget och bostäder för tidiga finlandssvenskar.
Våmbafjärdingen sträckte sig mellan Österlånggatan och Saltsjön, från dagens Slottsbacken i norr till dagens Brunnsgränd i syd. Kvarteret låg mellan gamla och nya stadsmuren. Under 1300-talet hade stadsdelen bara två gränder men genom nybebyggelse i området under 1400-talets början tillkom ytterligare tre gränder; Skeppar Karls gränd, Bredgränd och Kråkgränd. Kvarteret var bebyggd med större stenhus och närmast Fisketorget fanns magasin, sjöbodar och krogar. Vid Fisketorgets hörn mot Österlånggatan låg torgbrunnen som gav Brunnsgränd sitt namn.
Mitt i det medeltida Våmbafjärdingen mellan Skeppar Karls gränd och Telegrafgränd ligger dagens kvarteret Bootes.

### Webbkällor
- sofi.se[död länk]
- transcal.se[död länk]